# Squarespace

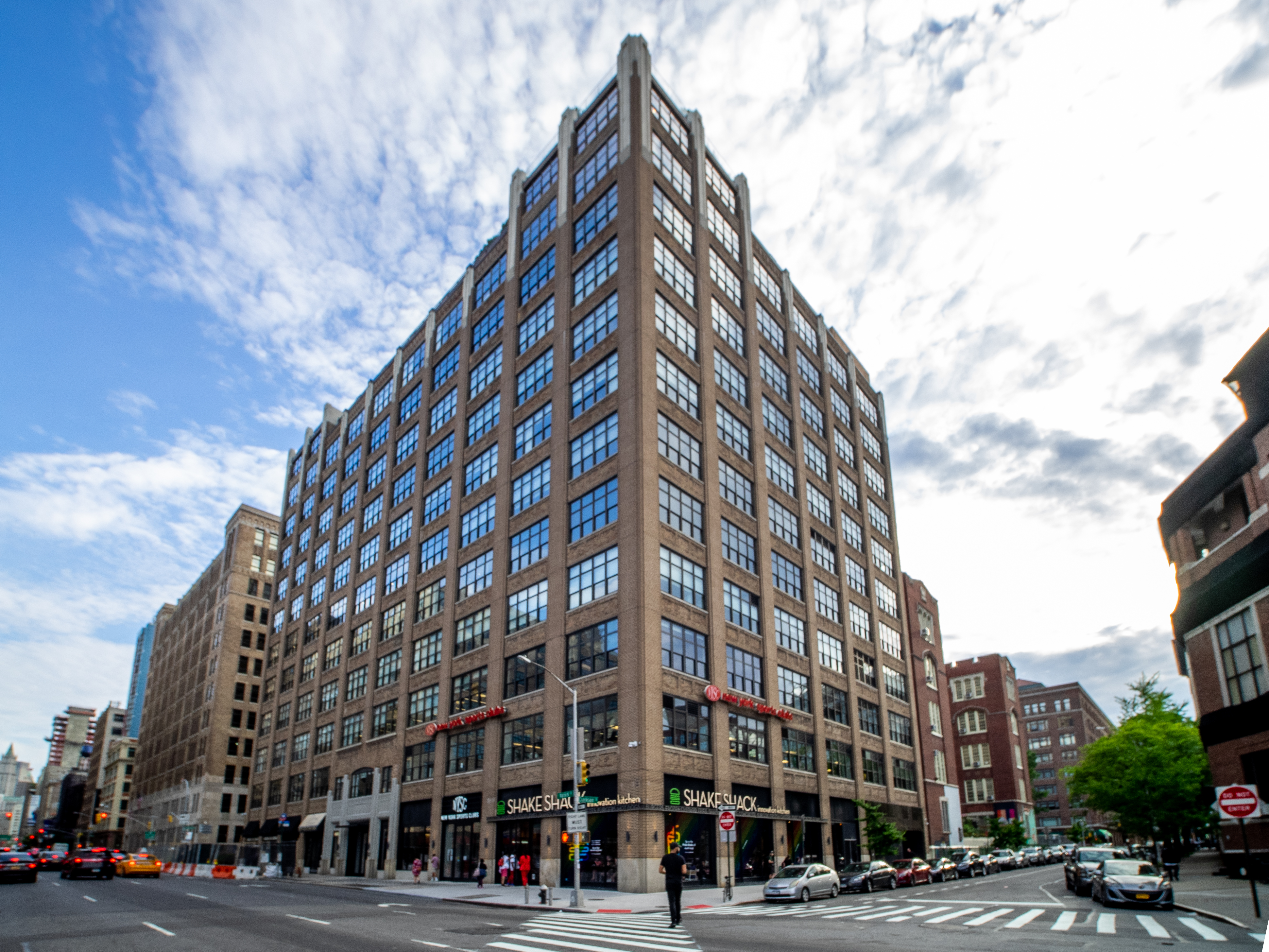
Hauptsitz von Squarespace in New York City

Squarespace ist ein US-amerikanisches Unternehmen aus dem Bereich Website-Baukasten mit Hauptsitz in New York City. Es bietet Software as a Service für die Erstellung und das Hosting von Websites an. Dem Nutzer wird dies ohne vorherige Kenntnisse mit Hilfe von Website-Vorlagen und der Verwendung von Drag-and-Drop-Elementen ermöglicht.

## Produkt
Im Jahr 2016 hatte Squarespace mehr als eine Million Websites gehostet. Die Nutzer verwenden vorgefertigte Website-Vorlagen und eine Vielzahl von Drag-and-Drop-Widgets, um Elemente wie Text und Bilder hinzuzufügen. Die Entwickler erstellen zudem benutzerdefinierte Vorlagen, die an die Nutzer verkauft werden.[11] Anleitungen auf dem Bildschirm führen die Kunden durch Dinge wie Suchmaschinenoptimierung und die Einrichtung von E-Commerce. Die Dienste stehen in direkter Konkurrenz zu WordPress.com, Wix.com und anderen Anbietern von digitalen Websites.
Squarespace wurde ursprünglich für die Erstellung und das Hosting von Weblogs entwickelt. E-Commerce-Funktionen, wie eine Integration mit Stripe für die Annahme von Kreditkartenzahlungen, wurden 2013 ergänzt. 2014 wurden weitere E-Commerce-Funktionen hinzugefügt sowie eine mobile Version des Dienstes veröffentlicht. Zudem wurde eine separate Einrichtung für Entwickler, die benutzerdefinierte Vorlagen und Funktionen schreiben, integriert. Im selben Jahr wurde auch eine App zur Erstellung von Logos in Zusammenarbeit mit dem Icon-Designer Noun Project entwickelt.
Im Jahr 2011 wurde Squarespace auf Version 6 aktualisiert, mit neuen Vorlagen, einer rasterbasierten Benutzeroberfläche und anderen Verbesserungen. Version 7, die 2014 in Betrieb ging, ersetzte das Coding-Backend durch eine Drag-and-Drop-Oberfläche und fügte die Integration mit Google Apps for Work (mittlerweile Google Workspace) und Getty Images hinzu. 2016 begann Squarespace mit dem Verkauf von Domains und trat damit in direktere Konkurrenz zu GoDaddy und fügte ein Analyse-Dashboard und eine PayPal-Integration hinzu.